# Copa Master de Supercopa
A Copa Master de Supercopa egy  a CONMEBOL által kiírt labdarúgó-szuperkupa volt, amit két alkalommal 1992-ben és 1994-ben rendeztek meg.
A sorozatban a Supercopa Sudamericana korábbi győztesei vettek részt.
A legsikeresebb csapatok az argentin Boca Juniors és a brazil Cruzeiro, 1–1 győzelemmel.
1998-ban terveben volt az újabb kiírás, amit 1998. május 28. és június 7. között rendeztek volna meg, azonban támogatószponzor hiányában elmaradt.

## Résztvevők
| csapat       | Részvétel  |
| ------------ | ---------- |
| Racing       | 1992       |
| Boca Juniors | 1992       |
| Club Olimpia | 1992, 1995 |
| Cruzeiro     | 1992, 1995 |

## Kupadöntők
| Év   | Győztes      | Eredmény | Döntős       | Odavágó      | Visszavágó   |
| ---- | ------------ | -------- | ------------ | ------------ | ------------ |
| 1992 | Boca Juniors | 2 - 1    | Cruzeiro     | Egy mérkőzés | Egy mérkőzés |
| 1994 | Cruzeiro     | 1 - 0    | Club Olimpia | 0 - 0        | 1 - 0        |